# Instituto Histórico e Geográfico de Feira de Santana
O Instituto Histórico e Geográfico de Feira de Santana (IHGFS) foi fundado em 18 de março de 2004, sob a batuta e colaboração ativa do então prefeito de Feira de Santana, o administrador José Ronaldo de Carvalho. A instituição reúne os reconhecidos nomes das áreas de Geografia, História e ciências afins da cidade onde está sediada.
O Instituto Histórico e Geográfico de Feira de Santana é reconhecido pela Câmara Municipal como bem de utilidade pública desde a sua fundação.

## Localização e funcionamento
A sede do IHGFS está localizada à Avenida Senhor dos Passos, 1101, e divide espaço com o Arquivo Público Municipal. O imponente prédio que abriga o IHGFS foi construído em 1917 na intendência do Coronel Agostinho Froés da Motta.
Possui uma Biblioteca, aberta aos pesquisadores; promove a coleta de documentos particulares, livros e objetos. Realiza palestras, congressos, encontros e seminários, tendo como tema a história, cultura e dados sobre Feira de Santana e até mesmo sobre a Bahia e o Brasil.
É presidido por um dos membros, em mandatos bianuais.

## Publicações
O Instituto promove a publicação de livros e estudos, além da períodica Revista do IHGFS e do seu Boletim Informativo bimestral, que são verdadeiras fontes de referência para a pesquisa geo-historiográfica do município Feirense.

## Atual diretoria
A Atual Diretoria executiva do Instituto Histórico e Geográfico de Feira de Santana é composta por:
- Presidente de Honra: Consuelo Pondé de Sena
- Presidente: Nilton Bellas Vieira
- 1º Vice: Pe. Carlos Vianey
- 2º Vice: Agnaldo Ferreira Marques
- 3º Vice: Antônio Moreira Ferreira
- Secretária Geral: Neide Almeida Cruz
- Secretária Adjunta: Vanda Godinho Mendes
- Diretor Financeiro: Waldemar Pereira da Purificação
- Diretora Financeira Adjunta: Liacélia Pires Leal
- Diretor de Biblioteca: Jorge Antônio Prudente da Silva Fraga
- Diretora de Publicações: Lélia Vitor Fernandes de Oliveira
- Diretora de Arquivo: Nilza Silva Ribeiro
- Orador: Raymundo Luiz de Oliveira Lopes
- Consultor Jurídico: Milton Pereira de Brito
- Chefe de Cerimonial: Mariinha Gomes Belo Pina